# Niphoparmena flavescens
Niphoparmena flavescens là một loài bọ cánh cứng trong họ Cerambycidae.